# Тужанівці
Тужа́нівці — село в Україні, в Стрийському районі, Львівської області. Від 2020 року село Тужанівці входить до складу Новороздільської міської громади. Населення становить 385 осіб. Орган місцевого самоврядування — Новороздільська міська рада.

## Розташування
Населений пункт вздовж дороги з м. Новий Розділ до м. Ходорів, неподалік від лівого берега річки Дністер.

## Топоніми
Назва села походить від слова «тужити», сумувати.

## Історія
Перша згадка про село сягає 1497 року. Представник короля Йоган Сенявський записав своїй дружині Барбарі борг в 400 гривень, на своїх маєтках де було розташоване село Тужанівці.

## Вулиці села
- Наддністрянська
- Підгірна